# Unusual Heat
| 전문가 평가          | 전문가 평가 |
| 평가 점수            | 평가 점수   |
| 출처                 | 점수        |
| -------------------- | ----------- |
| AllMusic             | [ 2 ]       |
| Entertainment Weekly | D           |
| Rolling Stone        | [ 4 ]       |

《Unusual Heat》는 1991년 6월 24일, 애틀랜틱 레코드에서 발매된 영국과 미국의 록 밴드 포리너의 일곱 번째 스튜디오 음반이다. 뉴욕과 영국 전역의 여러 스튜디오에서 녹음하고 테리 토머스와 믹 존스가 프로듀싱한 이 음반은 리드 싱어 조니 에드워즈가 참여한 유일한 음반이었다. 그는 원래 리드 싱어였던 루 그램이 에드워즈를 대체했다. 에드워즈는 몬트로즈와 함께 투어를 다녀온 베테랑 가수로, 당시 또 다른 애틀랜틱 공연인 와일드 호스의 프론트맨이었다. 에드워즈는 UCR과의 별도 인터뷰에서 와일드 호스는 이제 막 음반 계약을 체결했으며, 재정적인 이유로 포리너에 합류하는 것이 분명 매력적이었지만, 수년간 스스로 음반을 만들기 위해 고군분투한 끝에 자신의 밴드를 떠나는 것을 꺼려했다.

## 배경
《Unusual Heat》는 상업적 실패로, 빌보드 200 차트에서 117위에 올랐을 뿐이며, 이전 음반들에 비해 판매량이 급격히 감소하여 모두 20위 안에 들었고 최소한 플래티넘이 되었다. 음반에서 발매된 두 싱글 모두 빌보드 핫 100 차트에 오르지 못했으며, 〈Lowdown and Dirty〉는 메인스트림 록 차트에서만 4위를 기록했다.
1980년대 후반 캘리포니아주 새크라멘토에 기반을 둔 밴드 노스럽이 조니 에드워즈와 함께 리드 보컬로 데모한 노래 〈Ready for the Rain〉의 오리지널 버전은 2001년 메탈 메이헴 뮤직에 의해 JK 노스럽이라는 이름으로 데모 모음집의 일환으로 마침내 발매되었다.

## 곡 목록
모든 곡들은 특별한 언급이 없는 한 믹 존스와 조니 에드워즈 그리고 테리 토머스에 의해 작사/작곡하였다.
| #   | 제목                          | 작사·작곡                           | 재생 시간 |
| --- | ----------------------------- | ----------------------------------- | --------- |
| 1.  | 〈Only Heaven Knows〉         |                                     | 4:47      |
| 2.  | 〈Lowdown and Dirty〉         |                                     | 4:21      |
| 3.  | 〈I'll Fight for You〉        |                                     | 6:02      |
| 4.  | 〈Moment of Truth〉           |                                     | 4:25      |
| 5.  | 〈Mountain of Love〉          |                                     | 4:37      |
| 6.  | 〈Ready for the Rain〉        | 에드워즈, 제프 노스럽, 존스, 토머스 | 5:02      |
| 7.  | 〈When the Night Comes Down〉 |                                     | 4:43      |
| 8.  | 〈Safe in My Heart〉          | 존스                                | 4:32      |
| 9.  | 〈No Hiding Place〉           |                                     | 3:55      |
| 10. | 〈Flesh Wound〉               |                                     | 4:17      |
| 11. | 〈Unusual Heat〉              |                                     | 4:32      |